# Ilha de Kotlin

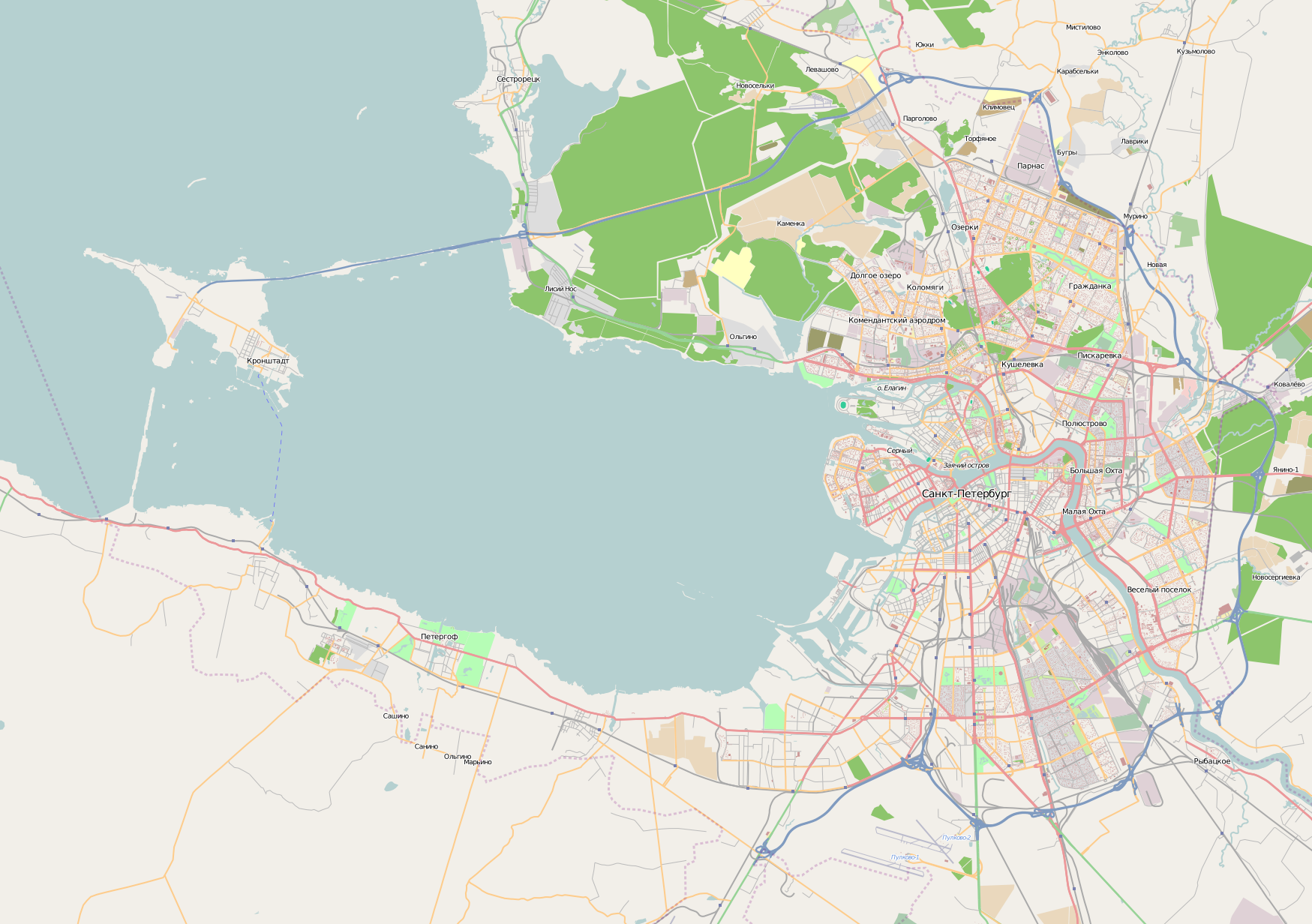
A Ilha de Kotlin

Kotlin (em russo: Котлин) é uma ilha russa localizada no mar Báltico, mais precisamente no golfo da Finlândia. Foi o palco da Revolta de Kronstadt em 1921.
A linguagem de programação Kotlin é nomeada a partir desta ilha. 